# 坎寧 (德克薩斯州)
坎寧（英語：Canyon）是一個位於美國德克薩斯州蘭德爾縣的城市。根據2010年美國人口普查，該地共人口13303人，而該地的面積約為12.82平方千米。同時該地也是蘭德爾縣的縣治。

## 地理
坎寧的座標為34°58′46″N 101°55′33″W / 34.97944°N 101.92583°W，而該地的平均海拔高度為1080米（即3543英尺）。